# Jesolo
Jesolo [ˈjɛːzolo] ist eine Stadt mit 27.004 Einwohnern (Stand 31. Dezember 2024) an der Adria in der Metropolitanstadt Venedig, Region Venetien, etwa 16 Kilometer nordöstlich von Venedig.
Jesolo lag 2017 mit 5,6 Millionen Touristen in diesem Jahr auf Platz 8 unter den Reisezielen in Italien.

## Geschichte

### Von der Spätantike bis ins Hochmittelalter, erste StadtEquilium

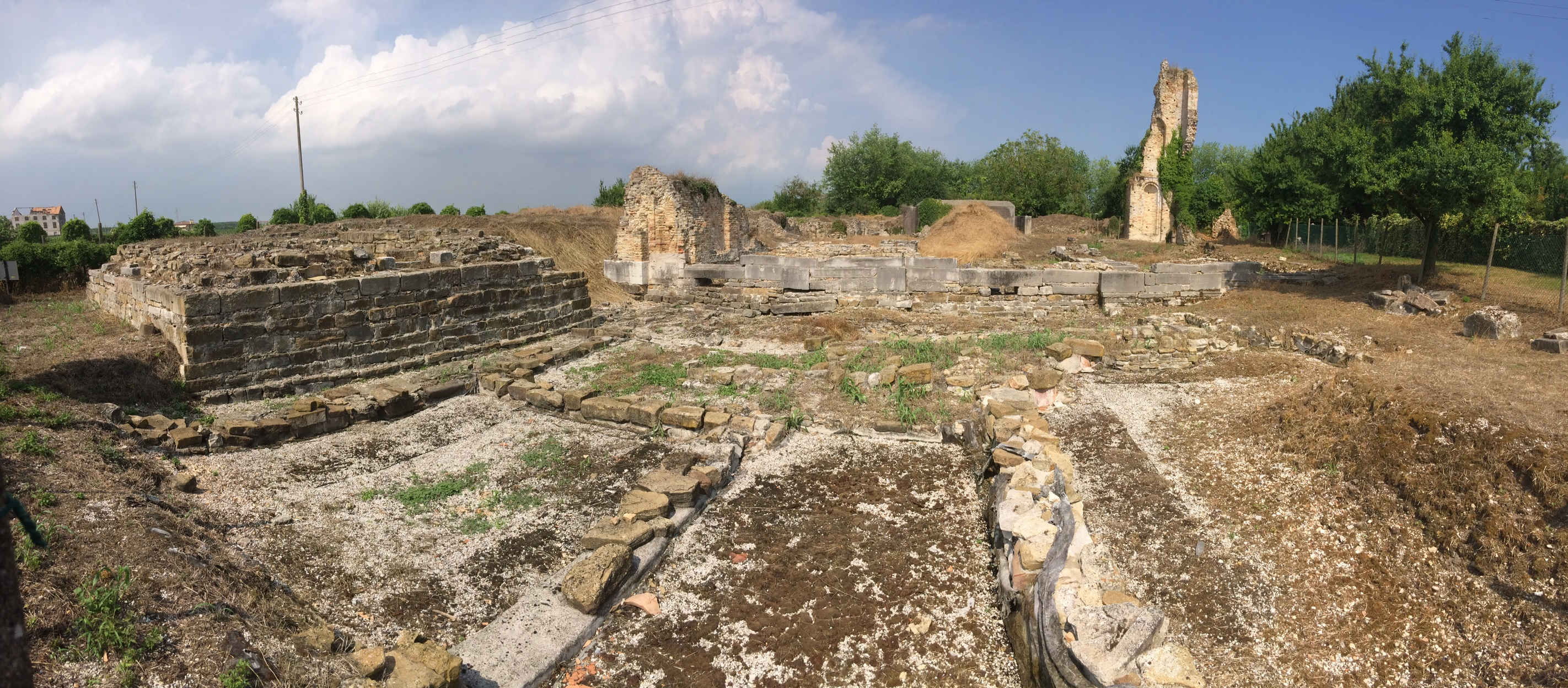
Überreste der Kirche Santa Maria Assunta von Equilium

Das heutige Jesolo wurde unter dem Namen Equilium zur Zeit des römischen Kaiserreichs als Vicus (Dorf) auf einer Insel in der Nähe der Piave-Mündung gegründet – spätestens im 4. Jahrhundert. Es war auf dem langen Wasserweg von Ravenna eine der zahlreichen Etappen innerhalb der Lagune – archäologisch fassbar in einer Mansio –, wo die Handelsschiffe besonders im Winter Halt machten, um sich vor den starken Winden (der Bora) und den Meeresströmungen zu schützen. Fischfang, Landbau, Viehhaltung, aber auch eine gewisse Spezialisierung in der Bearbeitung von Metall, Knochen und Horn kennzeichnen die lokale Ökonomie. Brandspuren weisen darauf hin, dass diese Mansio niedergebrannt wurde.
Nach dem Zerfall des Römischen Reiches bildete der Ort zusammen mit anderen Städten der Oberen Adria ein eigenes Machtzentrum mit Jesolo und Civitas Nova (Heracleia) als Hauptstadt, archäologisch durch erhöhte Siedlungstätigkeit und Landgewinnung auch in Jesolo gekennzeichnet. Allerdings ist der Kern der Siedlung, Stand 2023, noch nicht entdeckt worden. Das nahe gelegene Gebiet wurde jedenfalls völlig anders organisiert, und es wurden hölzerne Strukturen errichtet, um Land zu gewinnen.
Im 7. Jahrhundert entstanden die einschiffige Kathedrale mit ihren Mosaiken sowie ein Friedhof. Erster Regent wurde nach der venezianischen Tradition 697 der Doge Paulicius. In den folgenden Jahrhunderten erlebte Jesolo eine erste Blütezeit, die vor allem dem Handel, der Flussschifffahrt und der Salzgewinnung zu verdanken war. Schon im 5. Jahrhundert bestand ein Raum mit Apsis, also vor der Entstehung der Kathedrale, deren Ruinen seit langem beforscht werden.
Wahrscheinlich im 9. Jahrhundert wurde Jesolo Bischofssitz. Das Bistum wurde 1466 aufgehoben und dem Patriarchat von Venedig eingegliedert. Es entstand zuvor eine dreischiffige Basilika (6./7. Jahrhundert) über einer kleinen Kirche des 4. Jahrhunderts, unter der sich wiederum Tierknochen und andere Überreste einer kleinen Siedlung fanden. Von den Mosaiken der Basilika konnten Fragmente gesichert werden, die sich heute in Jesolo befinden. Nördlich der Kirche befand sich ein Friedhof mit insgesamt 63 Grabstätten. Im 11./12. Jahrhundert entstand an der Stelle der spätantiken Basilika eine Kathedrale. Diese Kirche zählte zu den größten Venetiens, nur San Marco war größer. 300 m nördlich war zudem das Kloster San Mauro entstanden, das vom 7. bis zum 14. Jahrhundert bestand.
Schon im 13. Jahrhundert ging die Bevölkerung erkennbar zurück. Equilium hatte mit zahlreichen Überschwemmungen durch den Piave-Fluss zu kämpfen. Dieser verlegte – wie alle anderen norditalienischen Flüsse damals – oft sein Bett, was dramatische Auswirkungen auf die Städte hatte. In den folgenden Jahren wurde durch Sedimentablagerungen des Flusses der Hafenbetrieb immer schwieriger und der Landweg immer leichter erreichbar. Dadurch konnten um 900 wohl die Ungarn in Equilium einfallen, wie sie zahlreiche andere Städte plünderten. Allmählich verlor die Stadt weiter an Bedeutung, da Teile der Bevölkerung nach Venedig abwanderten.

### Gründung von Cavazuccherina (15. Jahrhundert) unweit von Jesolo

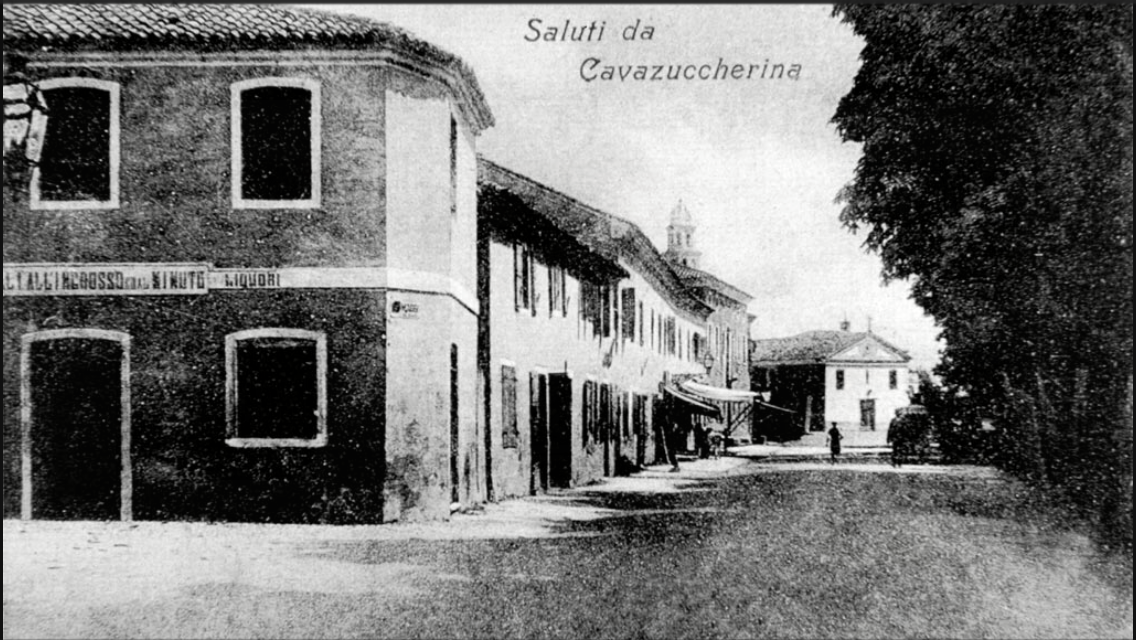
Cavazuccherina auf einer Postkarte des frühen 20. Jahrhunderts

Seit dem 15. Jahrhundert entwickelte sich an der Kreuzung, die der Fluss und der Kanal bildeten, ein neuer Ortskern. Der Name der Familie Zucharin, die mit der Betreuung des Kanalverkehrs beauftragt war, übertrug sich auf den neuen Ortsnamen: Cavazuccherina, „Kanal der Zucharin“.
Im 17. Jahrhundert wurde im Zuge der venezianischen Flussumleitungen auch der Piave in ein neues Bett verlegt. Er fließt seitdem nicht mehr durch Jesolo, sondern ostwärts und mündet bei Cortellazzo in die Adria, während über das alte Flussbett, das auch heute noch Piave Vecchia (alter Piave) genannt wird, der Sile in die Adria mündet. Die beiden Flüsse verbindet seitdem ein Kanal.

### Kriegszerstörungen, Übernahme des antiken Namens (1930) in der FormJesolo
Im Ersten Weltkrieg kam es um Cavazuccherina zu Gefechten zwischen der italienischen und der österreich-ungarischen Armee.
Im 20. Jahrhundert wurde die Kirche Santa Maria Assunta zerstört. 1930 erhielt der Ort vor dem Hintergrund einer faschistischen Ideologie der Re-Semantisierung den Namen Jesolo. Etwa zu derselben Zeit setzte ein erneuter Aufschwung des Tourismus ein. Die erste Badeanstalt eröffnete in der Nähe der Piazza Marconi. 1934 gab es bereits zahlreiche Villen und Hotels.
Dem Charakter eines Seebades gemäß wurden seit den 1960er Jahren der Stadtkern und der Strandbereich mit immer höheren Hotel- und Wohngebäuden bebaut. Eine Bauplanungskampagne nannte sich Jesolo City Beach 2012. Die Kampagne schloss die Neugestaltung von Straßen und Plätzen sowie die Verbesserung der Strände und ihrer Bauten ein.

## Gliederung

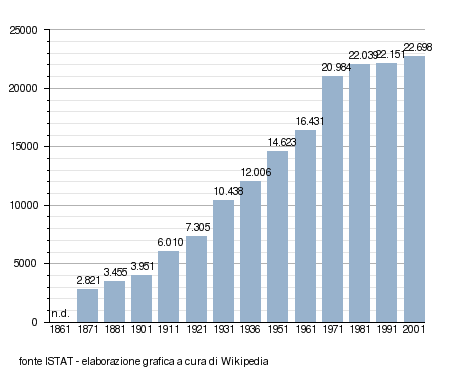
Einwohnerentwicklung von Jesolo

Jesolo teilt sich in zwei Bereiche: Jesolo Paese, etwa zwei Kilometer vom Strand entfernt, und das heute bedeutsamere Lido di Jesolo an der Lagune von Venedig.
Lido di Jesolo breitet sich zwischen den Flüssen Sile und Piave aus. An der Piavemündung liegt der ehemalige Fischerort Cortellazzo. An der Silemündung steht ein Leuchtturm. Dahinter breitet sich zwischen Lagune und Meer die Litorale del Cavallino mit der Gemeinde Cavallino-Treporti aus. Von dort gibt es Schiffsverbindungen nach Venedig.
Lido di Jesolo besteht aus mehreren Teilen:
- Faro liegt an der Mündung des Sile und wird von der kath. Kirche Chiesa del Cuore Immacolata di Maria architektonisch geprägt.
- Centro Ovest ist das westliche Stadtzentrum, im engeren Sinn auch das Zentrum von Lido di Jesolo. Flankiert wird es im Westen mit dem Hochhaus Torre Aquileia und im Osten mit den beiden Hochhaustürmen an der Piazza Drago. Weitere nennenswerten Gebäude sind die kath. Kirche Chiesa di Santa Maria Ausiliatrice und die Busstation des venezianischen Nahverkehrssystems ATVO mit Busanschluss an den Flughafen Venedig-Tessera.
- Centro Est ist das kleinere, östliche Stadtzentrum, welches als markantes und weithin sichtbares Zeichen den Hotelturm Hotel Caravelle unmittelbar an der Strandpromenade besitzt.
- Pineta verfügt über einen Pinienwald und mehrere Campingplätze.
- Cortellazzo an der Mündung des Piave mit dem Hotelturm La terrazza sul blue.

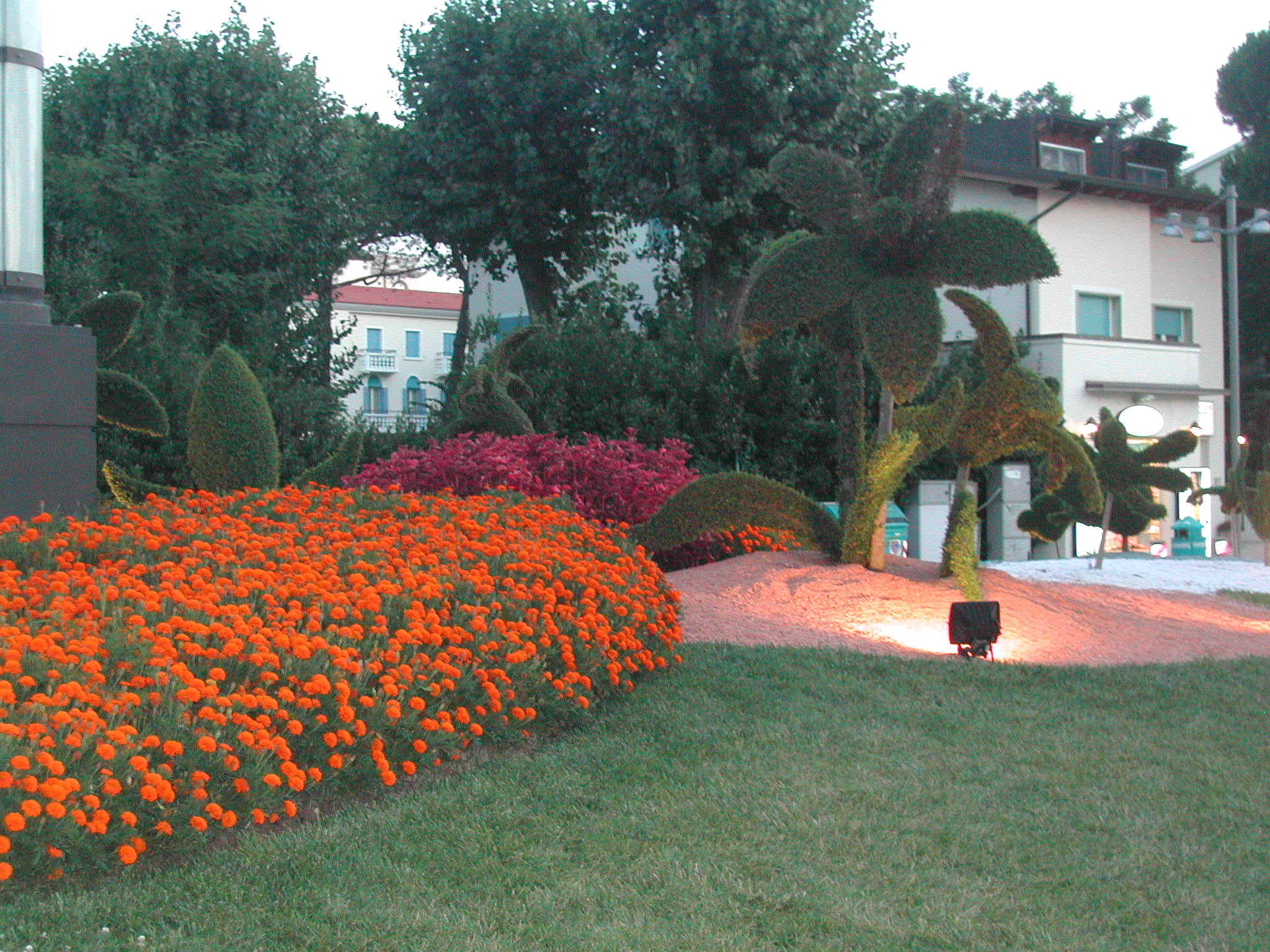
Piazzetta Casa Bianca

An der Gemeindegrenze zwischen Jesolo und Eraclea liegt die Laguna del Mort, eine von allen Seiten mit Dünen und Pinien umgebene Lagune, die einen beliebten Lebensraum für Vögel bildet.

## Kultur und Sehenswürdigkeiten

### Leuchtturm

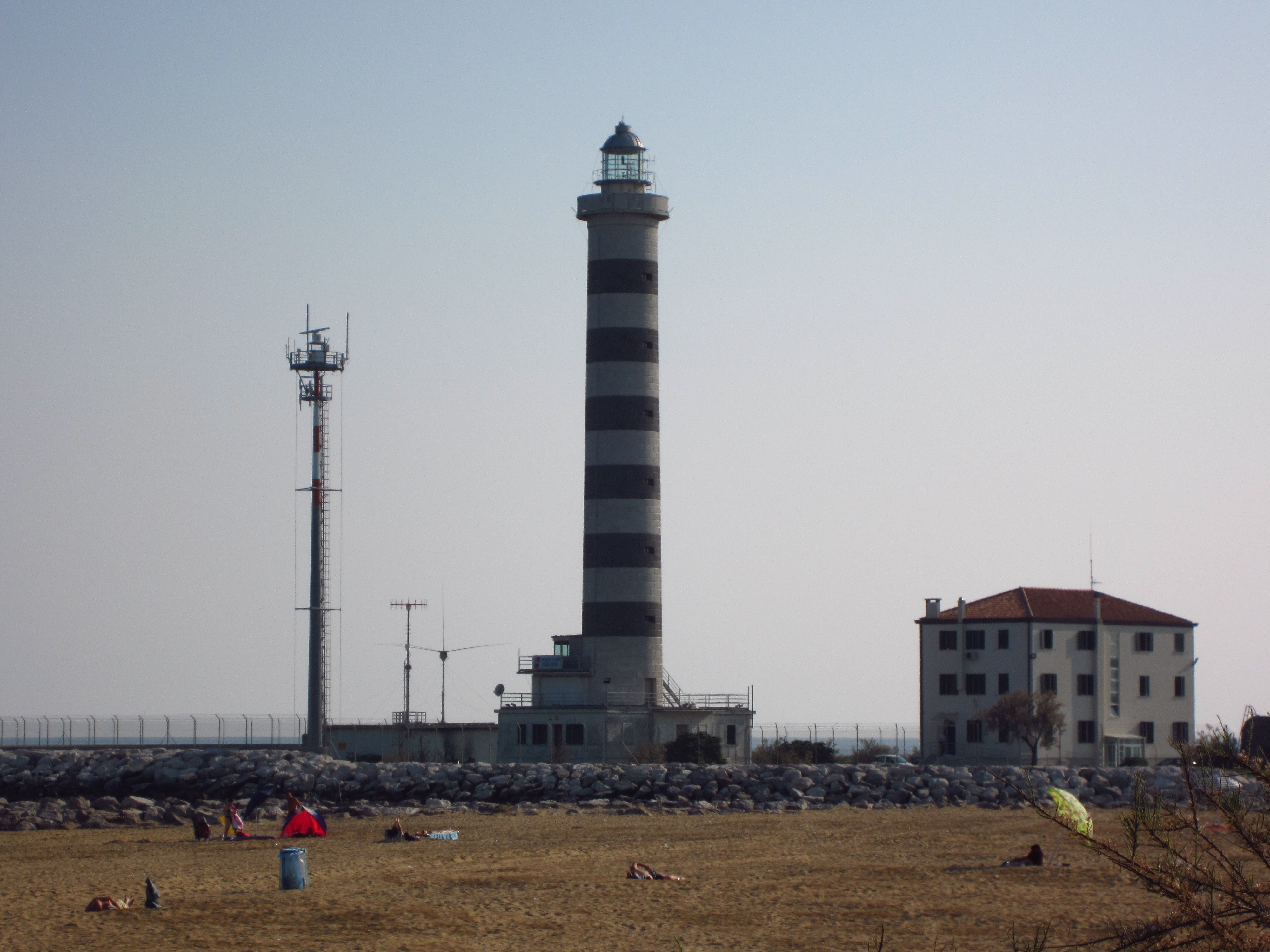
Leuchtturm am Strand von Lido Di Jesolo

Der Leuchtturm von Jesolo ist 48 Meter hoch und wurde zwischen 1948 und 1950 am Platz des alten Leuchtturms aus dem Jahre 1840 errichtet. Heute prägt er an der Mündung des Sile die Skyline von Lido di Jesolo. Obwohl er auf dem Gemeindegebiet von Cavallino-Treporti am westlichen Ufer des Sile liegt, trägt er den Namen „Leuchtturm von Jesolo“.

### Archäologische Stätten
- Archäologisches Gebiet im Norden Jesolos mit Mauerresten aus der Römerzeit
- Torre Caligo
- Kirche Santa Maria Assunta

### Museen, Bibliotheken und Galerien
- städtisches Naturkundemuseum
- Aquarium und Reptilarium
- Militärmuseum „Vidotto“

### Freizeitparks
- Caribe Bay, Wasservergnügungspark
- Tropicarium Park

## Wirtschaft und Infrastruktur

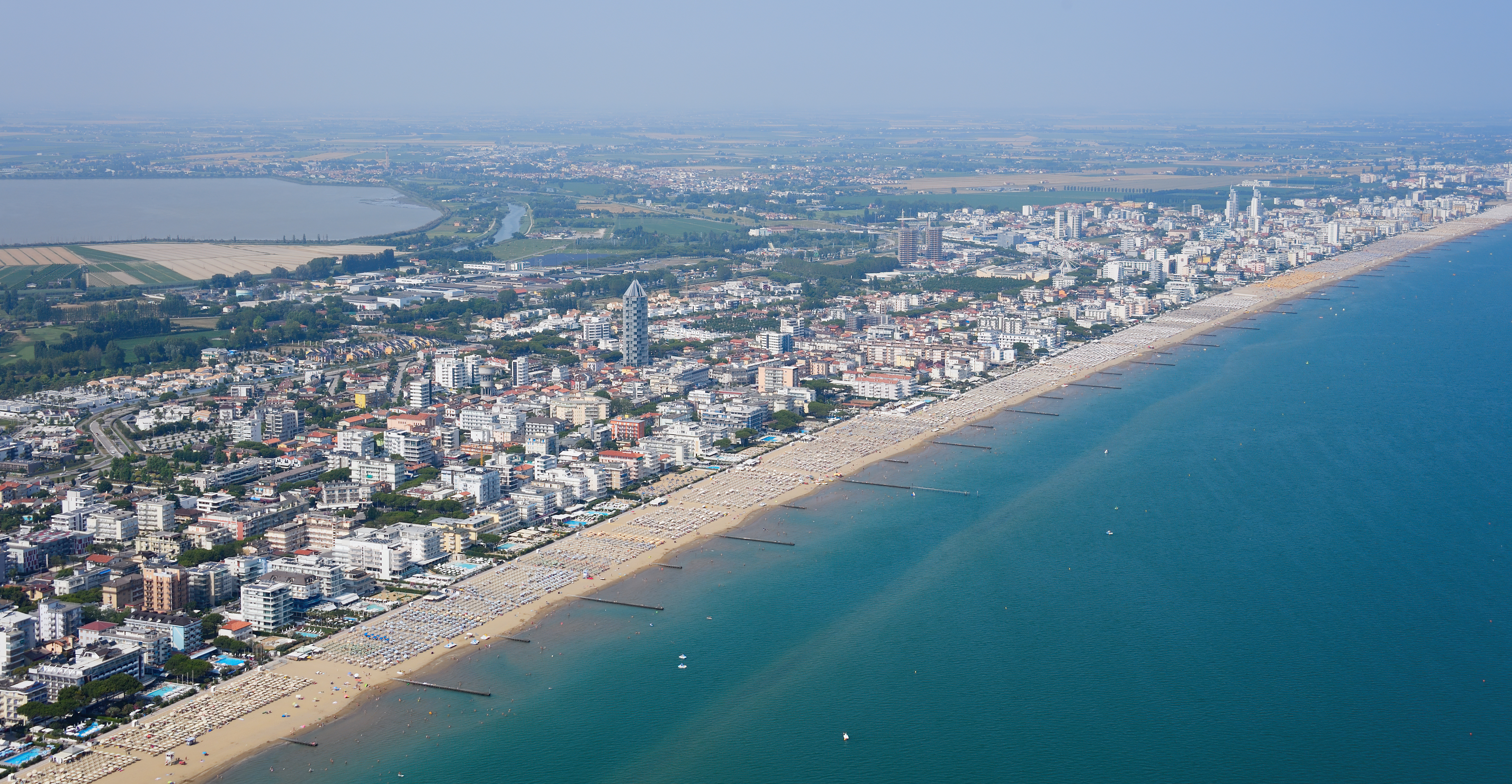
Lido di Jesolo aus der Luft gesehen

### Tourismus
Jesolos wirtschaftliche Grundlage ist der Tourismus. In seiner Blütezeit hatte Jesolo bis zu sechs Millionen Besucher pro Jahr, in den letzten Jahren sank diese Zahl auf etwa 5,3 Millionen jährlich. Entlang der Südseite der Lagune befinden sich zahlreiche Campingplätze und Hotels aller Preisklassen.

### Verkehr
Nach Jesolo führen zwei Provinzstraßen: die SP 43 Portegrandi–Jesolo und die SP 42 Jesolana San Michele al Tagliamento–Jesolo. Die Autobahn A4 ist etwa 20 Kilometer entfernt. Der nächstgelegene Bahnhof ist San Donà di Piave-Jesolo in San Donà di Piave. Der nächste internationale Flughafen ist Venedig-Tessera Marco Polo. Ebenfalls in der Nähe befindet sich der Flughafen Treviso.
In Jesolo gibt es einen Busbahnhof mit regelmäßigen Verbindungen nach Venedig. Lokale Busse fahren u. a. auch nach Punta Sabbioni, wo Anschluss an das System der Vaporetti von Venedig besteht.

## Politik

### Bürgermeister
Bürgermeister von Jesolo ist Christofer de Zotti. Er setzte sich in der Stichwahl am 26. Juni 2022 mit 57,29 % der Stimmen gegen Renato Martin durch. De Zotti, der vorher schon zehn Jahre als Stadtrat aktiv war, erhielt bereits im ersten Wahlgang am 12. Juni 2022 mit 44,90 % den größten Stimmenanteil und lag vor Renato Martin (39,22 %), Roberto Rugolotto (12,59 %) und Antonio Lunardelli (3,29 %). De Zottis Vorgänger, Valerio Zoggia, übte 10 Jahre lang das Amt des Bürgermeisters aus und durfte nach zwei Amtsperioden am Stück nicht mehr kandidieren.

### Wappen
Roter Drache auf blauem Grund.

### Städtepartnerschaften
Seit dem 28. April 2006 sind Jesolo und Velden (Kärnten) durch eine Städtepartnerschaft verbunden.

## Söhne und Töchter der Stadt
- Alberto Bozzato (1930–2022), Ruderer
- Dino Nardin (1932–2010), Ruderer